# Stenus pettiti
Stenus pettiti är en skalbaggsart som beskrevs av Thomas Casey. Stenus pettiti ingår i släktet Stenus och familjen kortvingar. Inga underarter finns listade i Catalogue of Life.